# Tolosaldea
Tolosaldea est une comarque dans la province du Guipuscoa, dans la Communauté autonome du Pays basque en Espagne.

## Géographie
Elle se situe dans la partie orientale de la province, limitée à l'est par la Navarre, au nord avec la comarque de Saint-Sébastien ou Donostialdea, au sud avec le Goierri et à l'ouest avec la comarque d'Urola Kosta. C'est la comarque la moins peuplée de Guipuscoa (Gipuzkoa en basque) avec environ 45 500 habitants et 332 km² de territoire, mais au contraire elle est celle qui comprend le plus grand nombre de communes soit un total de 29.

### Communes
Abaltzisketa, Aduna, Albiztur, Alegia, Alkiza, Altzo, Amezketa, Anoeta, Asteasu, Baliarrain, Belauntza, Berastegi | Berrobi, Bidania-Goiatz, Elduain, Gaztelu, Hernialde, Ibarra, Ikaztegieta, Irura, Larraul, Leaburu, Lizartza, Orendain, Orexa, Tolosa, Villabona, Zizurkil

## Étymologie
Son nom provient du basque et signifiant littéralement la zone de Tolosa. La comarque tourne autour de la population de Tolosa, qui est sa commune la plus importante et fait office de capitale régionale. Il en a toujours été historiquement ainsi, et de fait toutes les communes qui composent cette comarque ont appartenu dans le passé à la juridiction de la ville de Tolosa, dont elles se sont progressivement séparées. Elle avait aussi le nom de Beterri, qui signifiant Terre Basse en basque, en opposition avec la comarque Goierri ou Terre Haute située juste au sud, mais ce nom n'est plus en usage et peu utilisé actuellement.

## Économie
Le principal axe du secteur est la vallée est le fleuve d'Oria, dans le cours moyen duquel se situe Tolosaldea. En suivant cet axe du nord au sud on trouve les principaux noyaux de population de la comarque, Aduna, Villabona, Zizurkil, Irura, Anoeta, Tolosa, Ibarra, Alegia, Ikaztegieta et Legorreta. Il s'agit d'un axe traversé par d'importantes voies de communication, l'autovia A-1 (ancienne N-1, Madrid-Irun) et la voie ferrée de la RENFE (équivalent espagnol de la SNCF) Madrid-Irun. Elle forme une comarque très urbanisée et assez congestionné. Les maisons et les polygones industriels forment presque une continuité urbaine entre Tolosa et Andoain, cette dernière située juste au nord de Tolosaldea, déjà en Donostialdea.
Le reste des communes du secteur se trouvent dans des vallées latérales des affluents de l'Oria, comme la Vallée d'Aiztondo, de celle de l'Araxes, celle de Berastegi ou celle d'Amezketa, ou bien à moyenne latérale entre les petites vallées qui sont ouvertes à droite et à gauche de l'Oria. Ces communes sont dans les grandes lignes et présentent un caractère rural très prononcé.
La principale activité économique du secteur est l'industriel, où a lieu une plus grande tradition de l'industrie corbeille à papier. Tolosa concentre la plupart des équipements, des services et des commerces de la zone. Bien que les communications soient bonnes, les communes de la basse vallée de la comarque vont plutôt effectuer les achats à Saint-Sébastien.